# Xenocephalus innotabilis
Xenocephalus innotabilis är en fiskart som först beskrevs av Waite, 1904.  Xenocephalus innotabilis ingår i släktet Xenocephalus och familjen Uranoscopidae. Inga underarter finns listade i Catalogue of Life.